# Struikorganist
De struikorganist (Euphonia affinis) is een zangvogel uit de familie Fringillidae (vinkachtigen).

## Verspreiding en leefgebied
Deze soort telt twee ondersoorten:
- E. a. olmecorum: oostelijk Mexico.
- E. a. affinis: van zuidelijk Mexico tot Costa Rica.